# Strzelecka Turnia
Strzelecka Turnia (słow. Strelecká veža, niem. Jägerbreitenturm, węg. Vadász-lejtő-torony) – bula skalna o wysokości 2130 m n.p.m. znajdująca się w północnych stokach Doliny Staroleśnej, w słowackich Tatrach Wysokich. Strzelecka Turnia oddziela od siebie dwie kotliny – Siwą i Strzelecką. Masyw Strzeleckiej Turni otoczony jest od północy potężnymi ścianami Ostrego Szczytu (oddzielona od jego masywu Strzeleckim Przechodem), a od północnego zachodu równie potężnym Jaworowym Szczytem. Jedynie od strony południowej ma kształt turni, opadając w kierunku Niespodzianego Ogródka stromą ścianą. Od strony północnej natomiast nie wyróżnia się w krajobrazie Doliny Staroleśnej. Od tejże strony jest łatwo dostępna, choć nie prowadzi na nią żaden znakowany szlak turystyczny.
U podnóży Strzeleckiej Turni znajdują się dwie grupy stawów, są to Niespodziane Stawki i Strzeleckie Stawy.

## Nazewnictwo
Polska nazwa wprowadzona do literatury przez Janusza Chmielowskiego pochodzi od Strzeleckich Pól, które znajdują się nieco na północ od niej. Niemieckie i węgierskie nazwy mają podobne pochodzenie. Wcześniej, w 1903 r. Stanisław Eljasz-Radzikowski wprowadził nazwę Styrznik, ta jednak nie przyjęła się.

## Historia
Pierwsze zarejestrowane wejścia turystyczne:
- Maximilian Bröske, Johann Breuer junior i Johann Hunsdorfer senior, 19 czerwca 1902 r. – letnie,
- Lajos Károly Horn, Siegfried Neumann i Jenő Serényi, 15 kwietnia 1911 r. – zimowe.